# Cobie Smulders
Jacoba Francisca Maria „Cobie” Smulders (Vancouver, 1982. április 3. –) kanadai színésznő és korábbi nemzetközi modell. 
Leginkább Robin Scherbatsky szerepében ismert az Így jártam anyátokkal (2005–2014) című szituációs komédiából. Ő alakította továbbá Maria Hill ügynököt is a Marvel-moziuniverzum több filmjében: Bosszúállók (2012), Amerika Kapitány: A tél katonája (2014), Bosszúállók: Ultron kora (2015), Bosszúállók: Végtelen háború (2018), Bosszúállók: Végjáték (2019), Pókember: Idegenben (2019). A S.H.I.E.L.D. ügynökei (2013–2015) című sorozatban szintén vendégszerepelt. 
Egyéb filmjei közé tartozik a Menedék (2013), a Jack Reacher: Nincs visszaút (2016) és a Nyírjuk ki Gunthert (2017). 2019-től a Dex nyomozó című bűnügyi drámasorozat címszereplője.

## Fiatalkora és családja
A kanadai Vancouverben született, holland apától és angol anyától. Apai (holland) nagynénjéről, Jacobáról nevezték el, ennek a beceneve a Cobie. Több testvére van.
Gyerekkorában orvos vagy tengerbiológus akart lenni, ennek ellenére a középiskolában végül színjátszásra adta a fejét és számos iskolai előadáson szerepelt. 2000-ben fejezte be a tanulmányait, majd egy modellügynökség fedezte fel. Számos helyen modellkedett, így New Yorkban, Milánóban, Párizsban, Japánban, Görögországban, Afrikában és Németországban.

## Színészi pályafutása
Első szerepét a Jeremiah című sci-fi sorozatban alakította, majd számos sorozatban fordult meg, köztük az L-ben szerepelt több részben is. Első állandó szerepe az ABC-csatorna Elveszett legendák kalandorai című sorozatában volt. Ezt követte a CBS Így jártam anyátokkal című szituációs komédiája, melyben főszereplőként a kanadai Robin Scherbatskyt játszotta.

## Magánélete
A kaliforniai Los Angelesben él.
2008. november 26-án jelentették be, hogy ő és barátja, Taran Killam 2009 tavaszára várták első gyermeküket. Ez a bejelentés egy hónappal azután jött, hogy színészkollégája, Alyson Hannigan is ugyanezt tette. 2009. január 28-án a barátjával eljegyezték egymást. 2009. május 16-án született meg lányuk, Shaelyn Cado Killam. 2012 májusában bejelentették a hírt, miszerint összeházasodik párjával.

## Filmográfia

### Film
| Év   | Magyar cím                       | Eredeti cím                         | Szerep                            | Magyar hang     |
| ---- | -------------------------------- | ----------------------------------- | --------------------------------- | --------------- |
| 2004 | Emelt fővel                      | Walking Tall                        | egzotikus szépség                 |                 |
| 2004 |                                  | Ill Fated                           | Mary                              |                 |
| 2005 | Hosszú hétvége                   | The Long Weekend                    | Ellen                             | Solecki Janka   |
| 2009 |                                  | The Slammin' Salmon                 | Tara                              |                 |
| 2012 | Bosszúállók                      | The Avengers                        | Maria Hill                        | Szinetár Dóra   |
| 2012 | Fekete-fehér, igen-nem           | Grassroots                          | Clair                             | Vági Viktória   |
| 2013 | Menedék                          | Safe Haven                          | Carly Jo Wheatley                 | Németh Borbála  |
| 2013 | Elpuskázva                       | Delivery Man                        | Emma                              | Németh Borbála  |
| 2014 | A Lego-kaland                    | The Lego Movie                      | Diana hercegnő / Csodanő (hangja) | Bertalan Ágnes  |
| 2014 |                                  | They Came Together                  | Tiffany Amber Thigpen             |                 |
| 2014 | Amerika Kapitány: A tél katonája | Captain America: The Winter Soldier | Maria Hill                        | Szinetár Dóra   |
| 2015 |                                  | Unexpected                          | Samantha Abbott                   |                 |
| 2015 |                                  | Results                             | Kat                               |                 |
| 2015 | Bosszúállók: Ultron kora         | Avengers: Age of Ultron             | Maria Hill                        | Szinetár Dóra   |
| 2016 | A párterápia                     | The Intervention                    | Ruby                              | Bánfalvi Eszter |
| 2016 | Jack Reacher: Nincs visszaút     | Jack Reacher: Never Go Back         | Susan Turner őrnagy               | Németh Borbála  |
| 2017 |                                  | Literally, Right Before Aaron       | Allison                           |                 |
| 2017 | Nyírjuk ki Gunthert              | Killing Gunther                     | Lisa McCalla                      | Németh Kriszta  |
| 2018 | Bosszúállók: Végtelen háború     | Avengers: Infinity War              | Maria Hill (cameo)                | Szinetár Dóra   |
| 2019 | Bosszúállók: Végjáték            | Avengers: Endgame                   | Maria Hill                        | nem szólal meg  |
| 2019 | A Lego-kaland 2.                 | The Lego Movie 2: The Second Part   | Diana hercegnő / Csodanő (hangja) | Dobó Kata       |
| 2019 | Pókember: Idegenben              | Spider-Man: Far From Home           | Maria Hill                        | Szinetár Dóra   |
| 2020 |                                  | Cicada                              | Sophie                            |                 |

Rövidfilmek
- Candy from Strangers (2001) – Martina
- Escape (2006) – elmebeteg barna hajú nő
- Dr. Miracles (2006) – Mrs. Peterson
- The Storm Awaits (2007) – Anabella DeLorenzo

### Televízió
| Év        | Magyar cím                      | Eredeti cím                             | Szerep                   | Megjegyzés                                     |
| --------- | ------------------------------- | --------------------------------------- | ------------------------ | ---------------------------------------------- |
| 2002      | Rémvadászok                     | Special Unit 2                          | Zoe                      | 1 epizód                                       |
| 2002      |                                 | Jeremiah                                | Deborah                  | 1 epizód                                       |
| 2003      | Tru Calling – Az őrangyal       | Tru Calling                             | Sarah Webb               | 1 epizód                                       |
| 2003–2004 | Elveszett legendák kalandorai   | Veritas: The Quest                      | Juliet Droil             | - főszereplő - magyar hangja: - Orosz Anna     |
| 2004      | Smallville                      | Smallville                              | Shannon Bell             | 1 epizód                                       |
| 2005      | Androméda                       | Andromeda                               | Jillian Rhade            | 2 epizód                                       |
| 2005      | L                               | The L Word                              | Leigh Ostin              | 4 epizód                                       |
| 2005–2014 | Így jártam anyátokkal           | How I Met Your Mother                   | Robin Scherbatsky        | - főszereplő - magyar hangja: - Németh Borbála |
| 2010      | Kergetjük az amerikai álmot     | How to Make It in America               | Hayley                   | 1 epizód                                       |
| 2013–2015 | A S.H.I.E.L.D. ügynökei         | Agents of S.H.I.E.L.D.                  | Maria Hill               | - 3 epizód - magyar hangja: - Szinetár Dóra    |
| 2013      |                                 | Comedy Bang! Bang!                      | önmaga                   | 1 epizód                                       |
| 2015      |                                 | Best Time Ever with Neil Patrick Harris | önmaga                   | 1 epizód                                       |
| 2016      | Állatok                         | Animals                                 | Anni (hangja)            | 1 epizód                                       |
| 2017      | A balszerencse áradása          | A Series of Unfortunate Events          | anya / Mrs. Quagmire     | mellékszereplő                                 |
| 2017–2018 |                                 | Nature Cat                              | Nature Dog (hangja)      | 1 epizód                                       |
| 2017–2019 |                                 | Friends from College                    | Lisa Turner              | főszereplő                                     |
| 2019      | Az ítélet: család               | Arrested Development                    | Lucille Bluth fiatalon   | 3 epizód                                       |
| 2019      | 104-es szoba                    | Room 104                                | Marian Wallace           | 1 epizód                                       |
| 2019–2020 | Dex nyomozó                     | Stumptown                               | Dexadrine "Dex" Parios   | - főszereplő - magyar hangja: - Németh Borbála |
| 2020      | A Simpson család                | The Simpsons                            | Hydrangea (hangja)       | 1 epizód                                       |
| 2021–     | Mi lenne, ha…?                  | What If...?                             | Maria Hill (hangja)      | - 2 epizód - magyar hangja: - Szinetár Dóra    |
| 2021      | American Crime Story            | Impeachment: American Crime Story       | Ann Coulter              | mellékszereplő                                 |
| 2022      | Így jártam apátokkal            | How I Met Your Father                   | Robin Scherbatsky        | - 1 epizód - magyar hangja: - Németh Borbála   |
| 2022      | Bébi úr: Vissza a kiságyba      | The Boss Baby: Back in the Crib         | Stella Chimeric (hangja) | 1 epizód                                       |
| 2022      |                                 | High School                             | Simone Bates             | főszereplő                                     |
| 2023      | Titkos invázió                  | Secret Invasion                         | Maria Hill               | - 1 epizód - magyar hangja: - Szinetár Dóra    |
| 2023      | Holdlány és Ördögi Dinoszaurusz | Moon Girl and Devil Dinosaur            | Maria Hill (hangja)      | 1 epizód                                       |

## Fordítás
- Ez a szócikk részben vagy egészben  a   Cobie Smulders című angol Wikipédia-szócikk fordításán alapul.  Az eredeti cikk szerkesztőit annak laptörténete sorolja fel. Ez a jelzés csupán a megfogalmazás eredetét és a szerzői jogokat jelzi, nem szolgál a cikkben szereplő információk forrásmegjelöléseként.